# Helter Skelter
«Helter Skelter» es una canción de la banda de rock inglesa The Beatles. Compuesta por Paul McCartney y acreditada a Lennon/McCartney, se grabó entre el 9 y 10 de septiembre de 1968 en el EMI Studios de Londres para el álbum The Beatles del mismo año. Por su sonido sucio y agresivo, así como su letra, estructura y vocalización, es ampliamente considerada pieza clave en el desarrollo de los géneros que serían conocidos después como heavy metal y punk rock, así como la primera en sumar suficientes elementos para ser considerada la precursora de la amplia tradición del metal. En 1976, la canción sería lanzada como lado B de «Got to Get You into My Life» en Estados Unidos, para promocionar el álbum recopilatorio Rock 'n' Roll Music.
En marzo de 2005, la revista musical inglesa Q situó al tema en el quinto puesto de su lista "Los 100 temas de guitarra más importantes".

## Composición
McCartney tuvo la idea del tema tras leer en la prensa que The Who habían publicado una canción extremadamente salvaje y estridente, con gritos y mucho eco. Se trataba de «I Can See For Miles». McCartney, deseoso de explorar todas las vertientes del rock, decidió, sin haber escuchado el tema de The Who, componer algo que se ajustase a la descripción que daba la reseña.

## Significado

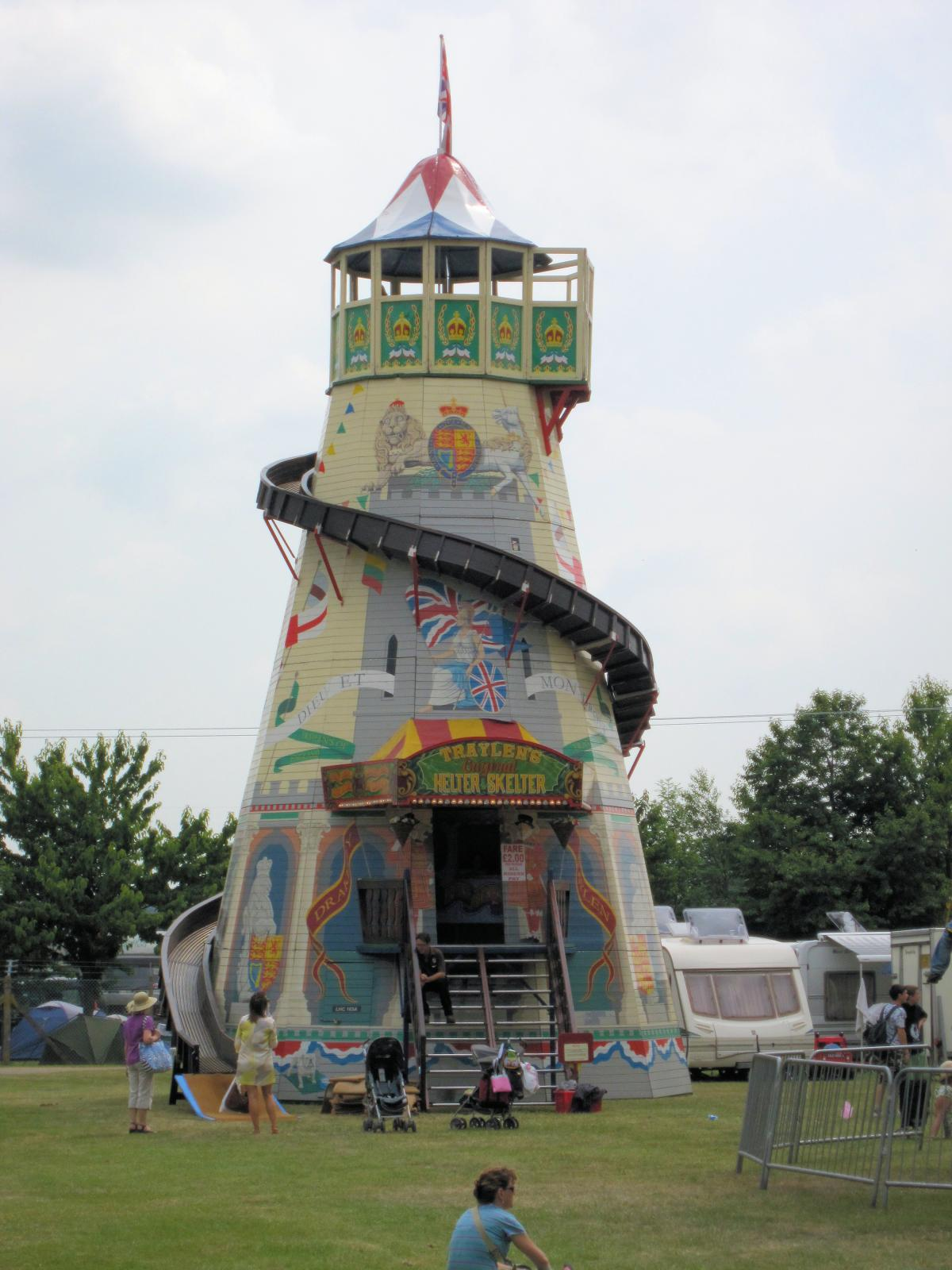
Un helter skelter.

Un "helter skelter" es un tobogán en espiral que se puede encontrar en los parques británicos. En las ediciones del tema para países hispanohablantes figura como "Ni crudo ni cocido" en España o "A troche y moche" en Hispanoamérica. La traducción más adecuada es "Descontrol" o "Desorden". Paul McCartney ha declarado que utilizó el tobogán como símbolo de la caída y de la decadencia.

## Grabación
Las sesiones de grabación de "Helter Skelter" fueron particularmente tediosas y exhaustivas. Los Beatles grabaron una versión de más de 20 minutos durante un ensayo realizado el 18 de julio de 1968. Esta versión permanece inédita. Los Beatles grabaron una versión más corta los días 9 y 10 de septiembre, que es la que finalmente se editó en el disco. La mezcla en mono se realizó el 17 de septiembre y la mezcla en estéreo el 12 de octubre.
Al final de la mezcla en estéreo (toma 18), Ringo Starr lanzó sus baquetas a través del estudio y gritó "I got blisters on my fingers!" (¡Tengo ampollas en mis dedos!), frase de conclusión que intencionalmente no fue editada y aparece en la versión final.

## Personal
Según Mark Lewisohn y Walter Everett:
- Paul McCartney – voz principal, coros, guitarra principal (Fender Telecaster)
- John Lennon – coros, bajo (Fender Bass VI), efectos de sonido (a través de la boquilla de saxofón tenor), piano (Hamburg Steinway Baby Grand)
- George Harrison – coros, guitarra rítmica (Gibson Les Paul "Lucy"), guitarra slide
- Ringo Starr – batería (Ludwig Hollywood Maple), grito vocal
- Mal Evans – trompeta

## Armonía
La canción contiene sólo tres acordes, E7 (acorde de tónica), G y A, una progresión armónica (I-bIII-IV) de sabor blues que el grupo utilizó también en "Sgt. Pepper's Lonely Hearts Club Band", "Glass Onion" y "Happiness Is a Warm Gun".

## Recepción

### Musical
"Helter Skelter" representa un quiebre importante en la producción musical de los Beatles, por lo cual ha sido objeto de comentarios encontrados entre la crítica. En este sentido, se pueden encontrar reseñas que celebran la brutal audacia de la pieza, así como la salvaje interpretación de McCartney, calificándola de "extraordinaria", como Richie Unterberger de AllMusic, hasta quienes celebraron la aparición en CD del Álbum Blanco, ya que les facilitó la tarea de obliterar la composición, como Rob Sheffield de la revista Rolling Stone.
Sobre "Helter Skelter", John Lennon dijo en una entrevista de 1980: "Eso es Paul completamente... No tiene nada que ver con nada, y mucho menos conmigo". Sin embargo, entre los músicos de rock, goza de amplia aceptación, como lo demuestran las múltiples versiones que han realizado diferentes bandas y artistas de rock: Aerosmith, U2, Siouxsie and The Banshees, Mötley Crüe, Rob Zombie, Pat Benatar, Fun People, etcétera.

### Charles Manson
Al margen de lo musical, el título de la canción quedó asociado a los crímenes cometidos en el verano de 1969 por la familia Manson; el más famoso el de la actriz estadounidense Sharon Tate, entonces esposa del director de cine Roman Polanski. Charles Manson, líder y fundador de la Familia, creía que los Beatles le hablaban a través de sus canciones. Al escuchar The White Album pensó que el grupo británico le enviaba sutilmente una señal del fin del mundo. Consideraba a los Cuatro Fabulosos los cuatro jinetes del Apocalipsis. Canciones como "Piggies" o "Revolution 9" del Álbum Blanco escondían mensajes subliminales que Charles Manson interpretaba a partir del Apocalipsis según el Apóstol San Juan. De acuerdo con las investigaciones del fiscal Vincent Bugliosi, el multihomicida interpretó la letra de la canción como el augurio de una guerra racial entre blancos y negros que, según Manson, ya estaba ocurriendo, por lo cual empleó como lema el término "Helter Skelter" para referirse a lo que él consideraba el apocalipsis, y que de hecho fue escrito con sangre ("Healter [sic] Skelter") en la puerta de la nevera de los LaBianca, asesinato dirigido por él personalmente.
Esta asociación entre Charles Manson y la canción incluso ha derivado en canciones homónimas que aluden específicamente a los asesinatos de la Familia, como Helter Skelter del grupo sueco de death metal Edge of Sanity.